# Họ Ruồi xám
Họ Ruồi xám (danh pháp khoa học: Sarcophagidae) là một họ thuộc bộ Hai cánh (Diptera).

## Khóa phân loại
Họ Ruồi xám có 3 phân họ là Miltogramminae, Paramacronychiinae và Sarcophaginae, với 108 chi. Họ này có quan hệ gần với họ Calliphoridae, chúng cùng thuộc cận bộ Muscomorpha và có nhiều loài cùng tập tính. Họ Ruồi xám chứa khoảng 2500 loài.

## Hình ảnh

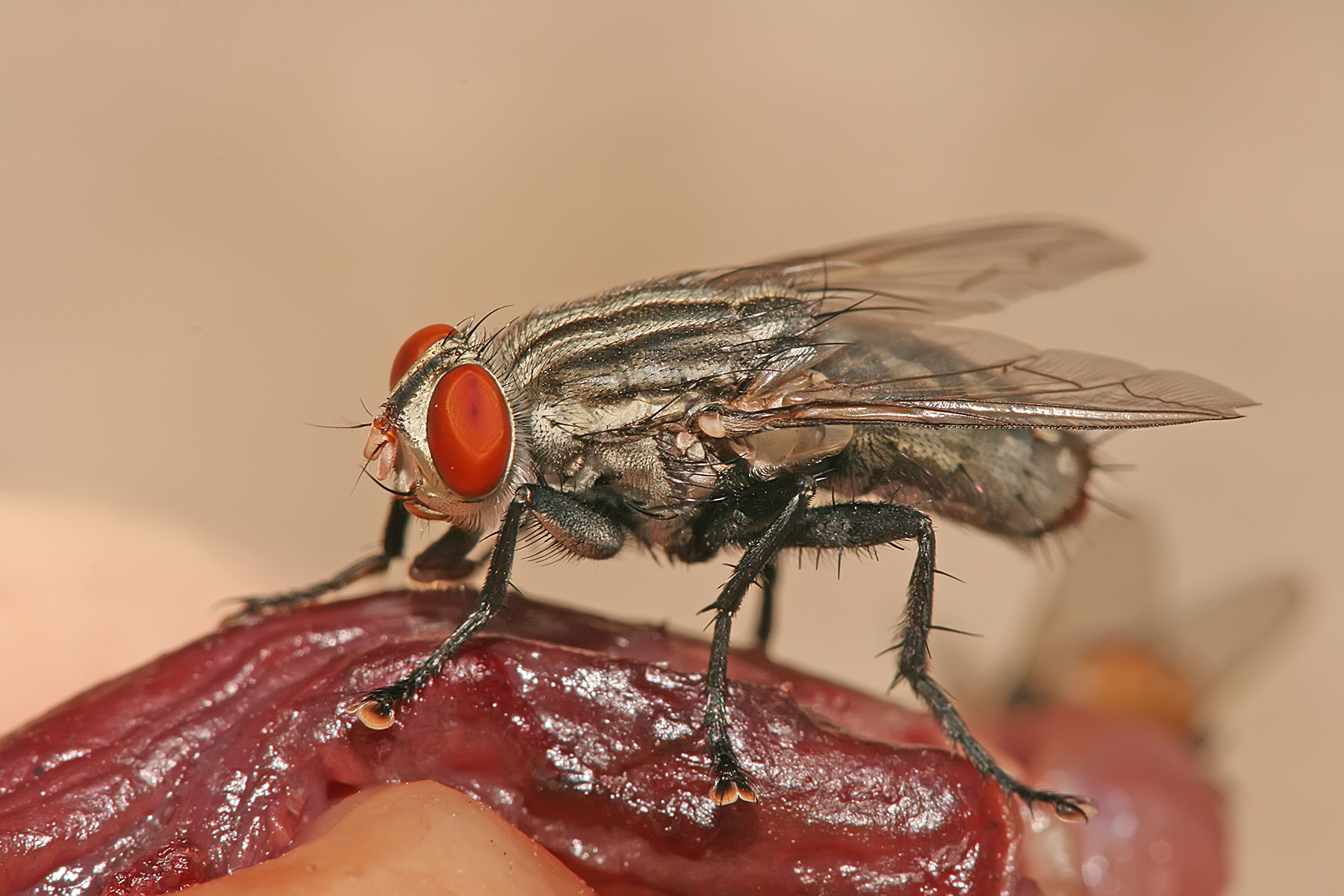
Sarcophaga nodosa đang ăn thịt rữa
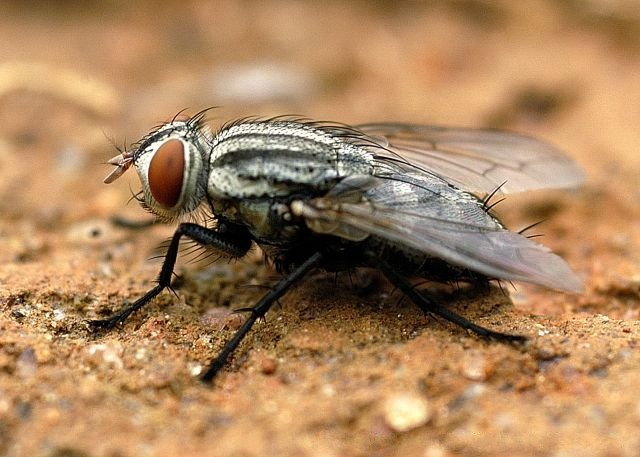
Một con ruồi xám
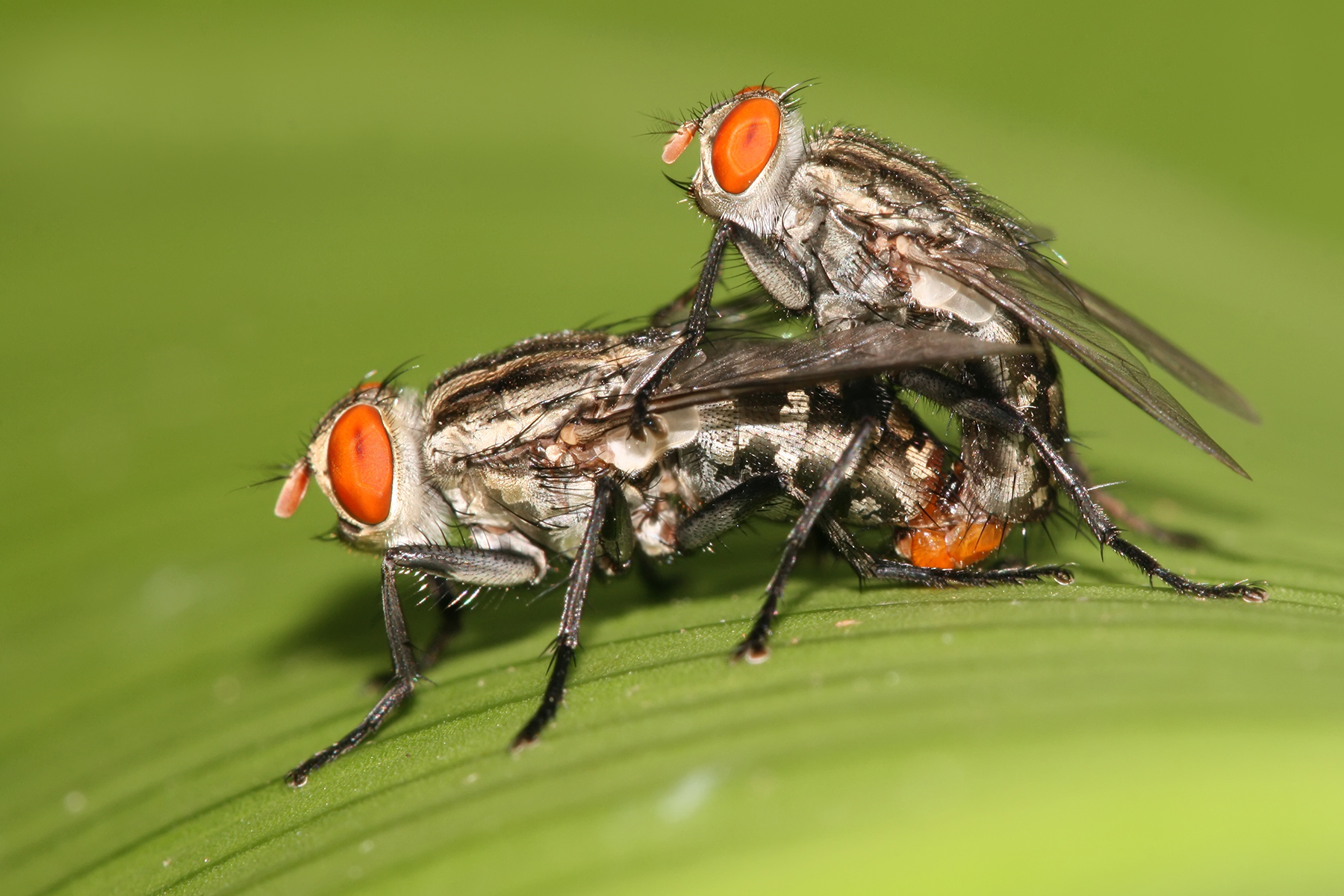
Một cặp Sarcophaga ruficornis đang giao phối